# Akahoshi Seiichi
Seiichi Akahoshi (sinh ngày 6 tháng 9 năm 1980) là một cầu thủ bóng đá người Nhật Bản.

## Sự nghiệp câu lạc bộ
Seiichi Akahoshi đã từng chơi cho Oita Trinita.